# 聖安東尼奧德馬圖林

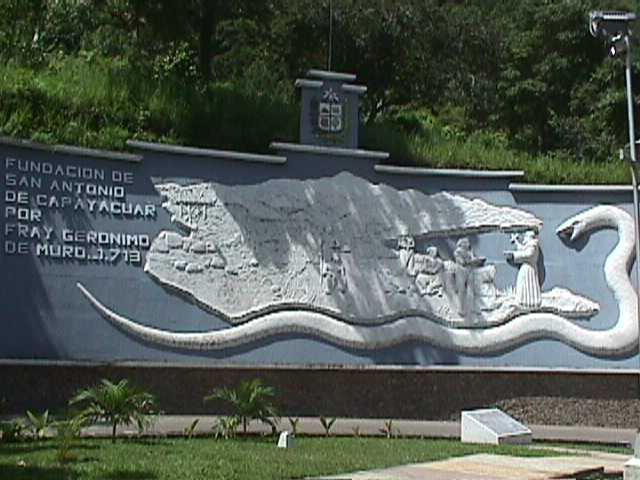

聖安東尼奧德馬圖林（西班牙語：San Antonio de Maturín），是委內瑞拉的城鎮，位於該國東部莫納加斯州，是阿科斯塔市的首府，始建於1713年8月7日，主要農產品有咖啡、柑橘和蔬菜。